# Tomba (Bar)
Pour les articles homonymes, voir Tomba.
Tomba (en serbe cyrillique : Томба) est un village du sud du Monténégro, dans la municipalité de Bar.

## Démographie

### Évolution historique de la population
| 1948 | 1953 | 1961 | 1971 | 1981 | 1991  | 2003  |
| ---- | ---- | ---- | ---- | ---- | ----- | ----- |
| 333  | 355  | 431  | 661  | 899  | 1 012 | 1 087 |